# Óriás álkérészek
Az óriás álkérészek (Pteronarcyidae) a rovarok (Insecta) osztályának és az álkérészek (Plecoptera) rendjének egyik családja. A családba mindössze 12 faj tartozik.

## Elterjedésük
Az északi féltekén elterjedt csoport. A fajok folyókban és patakokban élnek.

## Megjelenésük
Az imágók teste széles, erőteljes. Színük szürke vagy barna, méretük 3,5-6,5 centiméter hosszú. A képen látható faj (Pteronarcys californica) frissen kikelt imágóit a pisztránghorgászok használják csalinak Észak-Amerikában.
Lárváik nagyok, tor és potrohszelvényeik oldala általában megnyúlt.

## Életmódjuk
Sötét színű, gömbölyű petéiket a vízbe rakják. A lárvák 3 évig fejlődnek, vízinövényekkel és szerves üledékkel táplálkoznak. Az imágók nyárra alakulnak ki, a kifejlődés után már nem táplálkoznak.

## Rendszerezésük
Az óriás álkérészek családja egy alcsaládot 2 nemzetséget, melyek 1-1 nemet foglalnak magukban.
Óriás álkérészek (Pteronarcyidae)
- Pteronarcyinae
  - Pteronarcellini
    - Pteronarcella (Banks, 1900)

  - Pteronarcyini
    - Pteronarcys (Newman, 1838)